# Zaganos-Pascha-Moschee

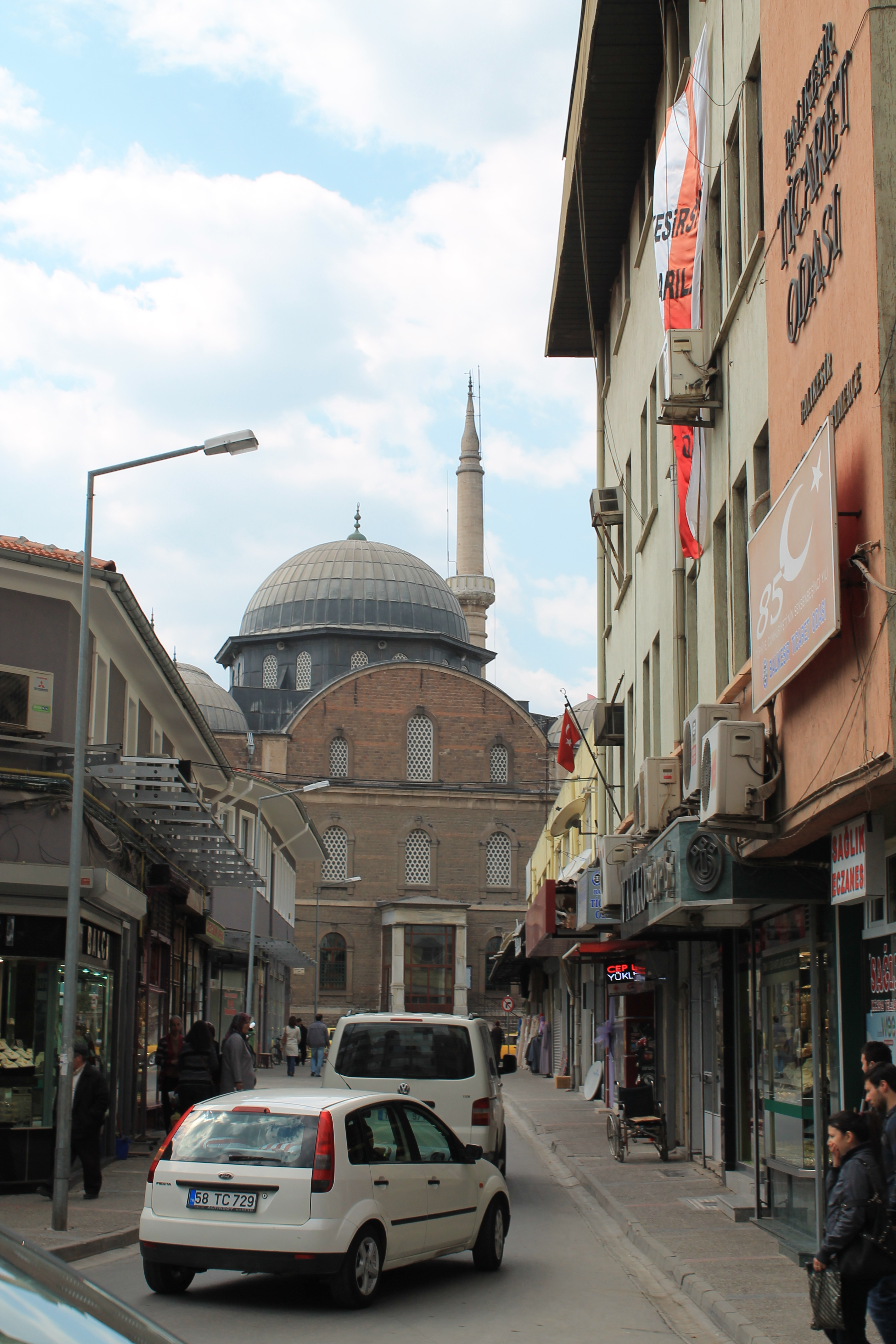
Die Zaganos-Pascha-Moschee

Die Zaganos-Pascha-Moschee (türkisch Zağnospaşa Camiî) ist mit Platz für 1500 Betende die größte Moschee in der nordwesttürkischen Stadt Balıkesir; in ihr las der Staatsgründer der Türkei, Mustafa Kemal Pascha (später Atatürk), am 7. Februar 1923 seine berühmte Freitagspredigt (Chutba), die Balıkesir Hutbesi.
Die Moschee wurde im Jahre 1461 vom griechisch- oder albanischstämmigen Zaganos Pascha (oder Zagan Pascha), dem Schwiegervater und Statthalter des osmanischen Sultans Mehmed II., als religiöser Komplex (külliye) gestiftet, von dem allerdings nur das Hammām, die Moschee, die Türbe und das Muvakkithâne erhalten geblieben sind. Früher gehörten noch eine Armenküche und ein Markt zum Komplex. Nach dem Tod des Zaganos Pascha wurden er und seine Familie in der Türbe der Moschee bestattet, jedoch weiß man nicht, wem die beiden anderen Gräber gehören. Nach einem Erdbeben 1897 jedoch wurde das Bauwerk durch den Mutasarrıf von Balıkesir, Ömer Ali Bey, 1904 neu errichtet. Neben Atatürk hielt hier auch der Verfasser der türkischen Nationalhymne, Mehmet Âkif Ersoy, eine Freitagspredigt, um die Menschen auf den Befreiungskrieg einzuschwören.
Das auf einem viereckigen Plan errichtete Steinbauwerk hat neben der Hauptkuppel (Kubbe) vier kleinere Kuppeln an jeder Seite. Es hat zwei Şadırvan aus Marmor. An der Südseite befindet sich eine Sonnenuhr, das Minarett steht an der Nordwestecke.